# Cai thuốc lá

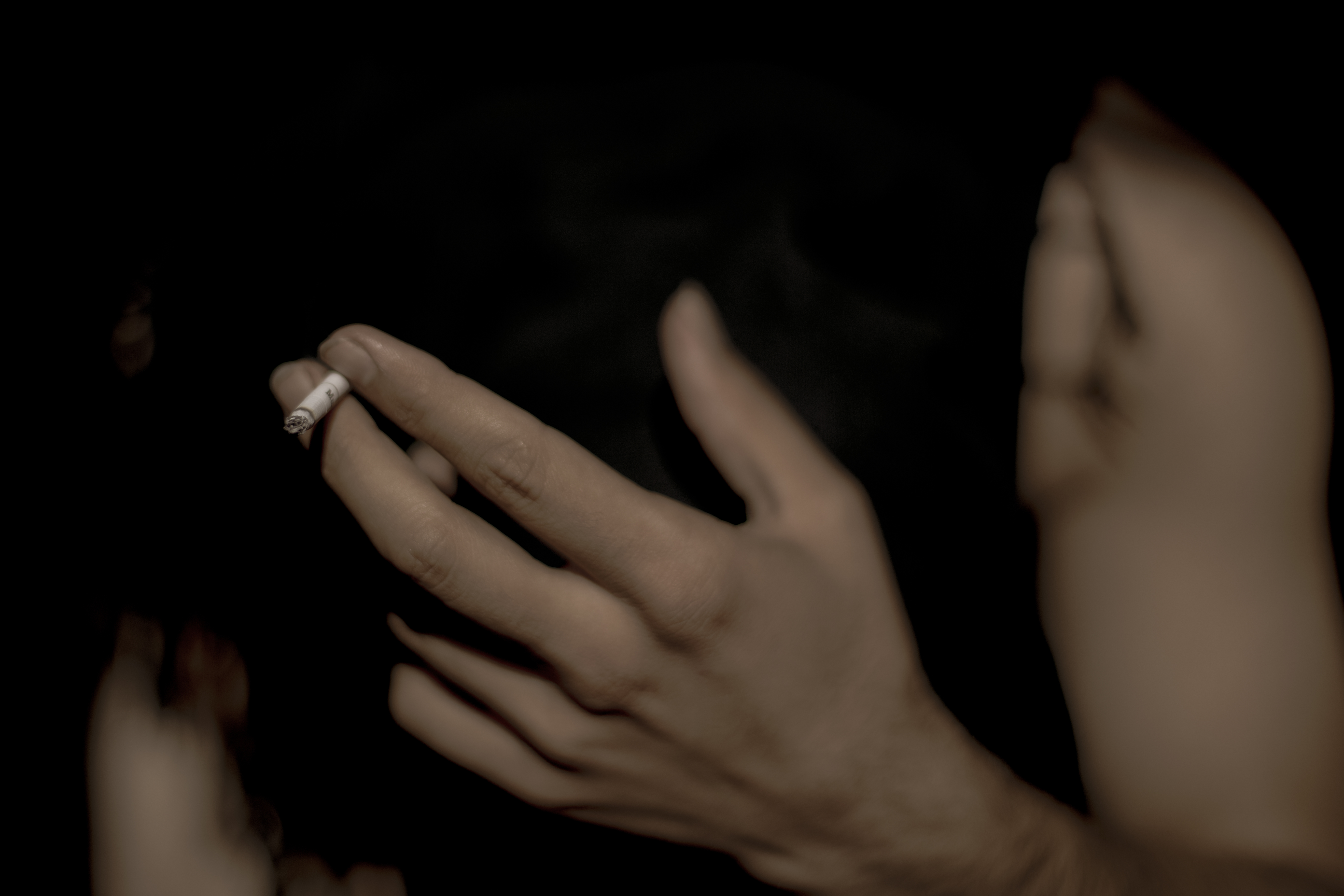
Cai thuốc lá là quá trình ngừng hút thuốc lá. Khói thuốc lá có chứa nicotin, chất gây nghiện và có thể gây nghiện.

Cai thuốc lá (bỏ hút thuốc) là quá trình ngưng hút thuốc lá. Khói thuốc lá chứa nicotin, gây nghiện.  Nicotine withdrawal khiến cho quá trình cai thuốc thường rất kéo dài và khó khăn.
Bảy mươi phần trăm người hút thuốc muốn bỏ thuốc lá, và 50 phần trăm báo cáo cố gắng bỏ thuốc lá trong năm qua. Hút thuốc lá là nguyên nhân gây tử vong hàng đầu trên toàn thế giới. Ngừng thuốc lá làm giảm đáng kể nguy cơ tử vong do các bệnh liên quan đến thuốc lá như bệnh động mạch vành, bệnh phổi tắc nghẽn mạn tính (COPD), và Ung thư phổi. Do liên quan đến nhiều bệnh mãn tính, nên hút thuốc lá đã bị hạn chế ở nhiều khu vực công cộng.
Nhiều chiến lược khác nhau có thể được sử dụng để cai thuốc lá, bao gồm bỏ thuốc mà không cần hỗ trợ (''cold turkey' “To go cold turkey”, “cai” một chất gây nghiện một cách đột ngột, thay vì thay đổi hành vi một cách dần dần hoặc cắt giảm rồi bỏ), tư vấn hành vi, và sử dụng các loại thuốc như bupropion, cytisine, nicotine, liệu pháp thay thế, hoặc varenicline. Hầu hết những người hút thuốc cố gắng tự mình bỏ thuốc lá mà không cần sự trợ giúp, mặc dù chỉ có 3% đến 6% số lần là thành công lâu dài. Mỗi tư vấn hành vi hay sử dụng thuốc làm tăng tỷ lệ cai thuốc lá thành công, và một sự kết hợp cả tư vấn hành vi với sử một loại thuốc như bupropion có hiệu quả hơn so với chỉ một loại can thiệp. Phân tích tổng hợp từ năm 2018, được tiến hành trên 61 RCT (Nghiên cứu lâm sàng đối chứng ngẫu nhiên), cho thấy một năm sau khi mọi người bỏ hút thuốc lá với sự hỗ trợ của thuốc cai thuốc lá lần đầu (và một số trợ giúp hành vi), chỉ có khoảng 20% trong số họ duy trì lâu dài, so với khoảng 12% người không dùng thuốc cai.
Vì nicotine gây nghiện, bỏ hút thuốc dẫn đến các triệu chứng thiếu nicotin như thèm chất nicotine, lo âu, khó chịu, trầm cảm và tăng cân.:2298 Các phương pháp hỗ trợ cai thuốc lá chuyên nghiệp thường cố gắng giải quyết các triệu chứng thiếu nicôtin để giúp bệnh nhân thoát khỏi bị nghiện nicotine.